# イヴァン・ドミトリエヴィチ (ルィリスク公)
イヴァン・ドミトリエヴィチ（・シェミャーキン）（ロシア語: Иван Дмитриевич (Шемякин)、1446年以前 - 1471年以降）は、モスクワ大公ドミトリー・シェミャーカの子である。ルィリスク公、ノヴゴロド・セヴェルスキー公。

## 生涯
1453年に父が死ぬと、ノヴゴロドからプスコフへ移り、さらにリトアニア大公国に属した。1454年、リトアニア大公兼ポーランド王カジミェシュ4世から、ルィリスクとノヴゴロド・セヴェルスキーを寄食地（コルムレニエ(ru)）として受領した。一方、モスクワ大公国側はイヴァンを裏切り者として、イヴァンの受領を認めなかった。
イヴァンの死亡年は明らかではない。イヴァンには４人の息子がいたが、イヴァンの公位は末子のヴァシリー(ru)に継承され、その相続はモスクワ大公に承認された。